# Port lotniczy Eindhoven

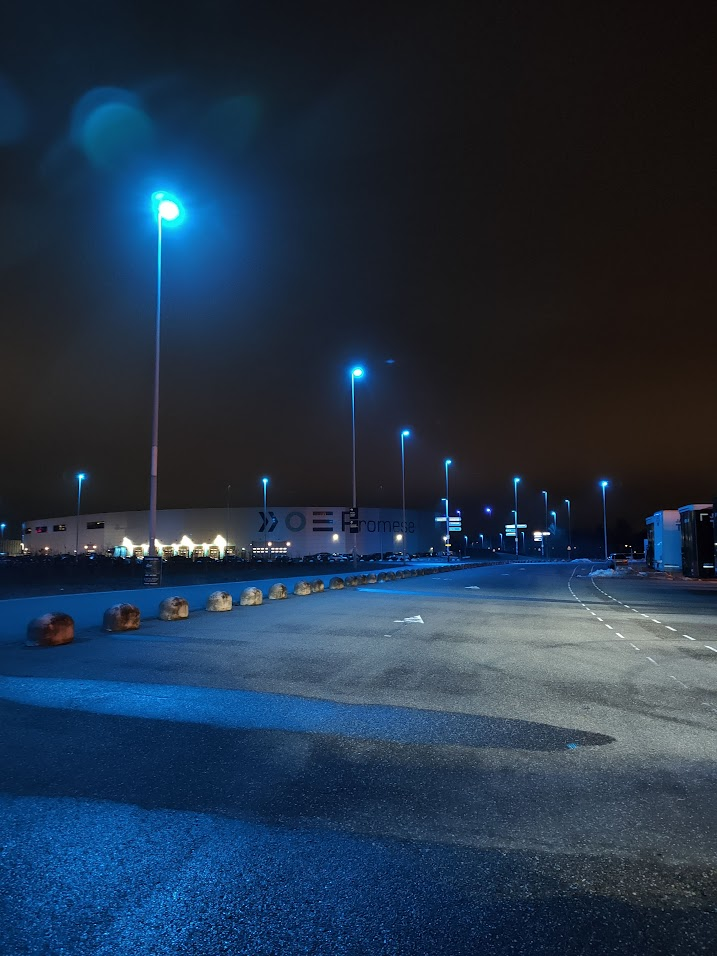
Charakterystyczne, niebieskie lampy uliczne, oświetlające teren lotniska

Port lotniczy Eindhoven (IATA: EIN, ICAO: EHEH) – lotnisko znajduje się ok. 7 kilometrów na zachód od centrum Eindhoven (Holandia).

## Linie lotnicze i połączenia
| Linia lotnicza      | Kierunek |
| ------------------- | --- |
| Aegean Airlines     | 1. Ateny |
| Pegasus Airlines    | 1. Stambuł-Sabiha Gökçen |
| Royal Air Maroc     | Sezonowo: 1. Nador |
| Ryanair             | 1. Alicante 2. Barcelona 3. Mediolan-Bergamo 4. Bolonia 5. Bratysława 6. Brindisi 7. Katania 8. Dublin 9. Edynburg 10. Faro 11. Fez 12. Kraków 13. Lizbona 14. Londyn-Stansted 15. Madryt 16. Malaga 17. Manchester 18. Marrakesz 19. Marsylia 20. Palma de Mallorca 21. Piza 22. Porto 23. Rzym-Fiumicino 24. Sewilla 25. Sofia 26. Teneryfa-Południe 27. Treviso 28. Wiedeń 29. Walencja 30. Wilno 31. Warszawa-Modlin 32. Zagrzeb Sezonowo: 1. Girona 2. Malta 3. Neapol 4. Pafos 5. Reus 6. Saloniki 7. Zadar |
| SunExpress          | Sezonowo: 1. Antalya 2. Izmir |
| Transavia.com       | 1. Alicante 2. Ateny 3. Barcelona 4. Bilbao 5. Kopenhaga 6. Faro 7. Gran Canaria 8. Ibiza 9. Kraków 10. Lanzarote 11. Lizbona 12. Malaga 13. Marrakesz 14. Nicea 15. Oslo-Gardermoen (od 29 lutego 2024) 16. Praga 17. Sewilla 18. Tel Awiw 19. Teneryfa-Południe 20. Walencja Sezonowo: 1. Bolonia 2. Bordeaux 3. Heraklion 4. Innsbruck 5. Kos 6. Palma de Mallorca 7. Rodos 8. Rijeka 9. Salzburg 10. Zakintos                                                                                                 |
| TUI fly Netherlands | 1. Gran Canaria 2. Hurghada 3. Nador 4. Szarm el-Szejk Sezonowo: 1. Antalya 2. Heraklion 3. Kos 4. Oujda 5. Palma de Mallorca 6. Rodos 7. Sal 8. Teneryfa-Południe |
| Wizz Air            | 1. Belgrad 2. Bukareszt 3. Budapeszt 4. Kluż-Napoka 5. Debreczyn 6. Gdańsk 7. Jassy 8. Katowice 9. Kraków 10. Rzym-Fiumicino 11. Skopje 12. Sofia 13. Suczawa (do 28 października 2023) 14. Tirana 15. Warna 16. Wilno 17. Warszawa-Okęcie 18. Wrocław |